# 다이칸야마

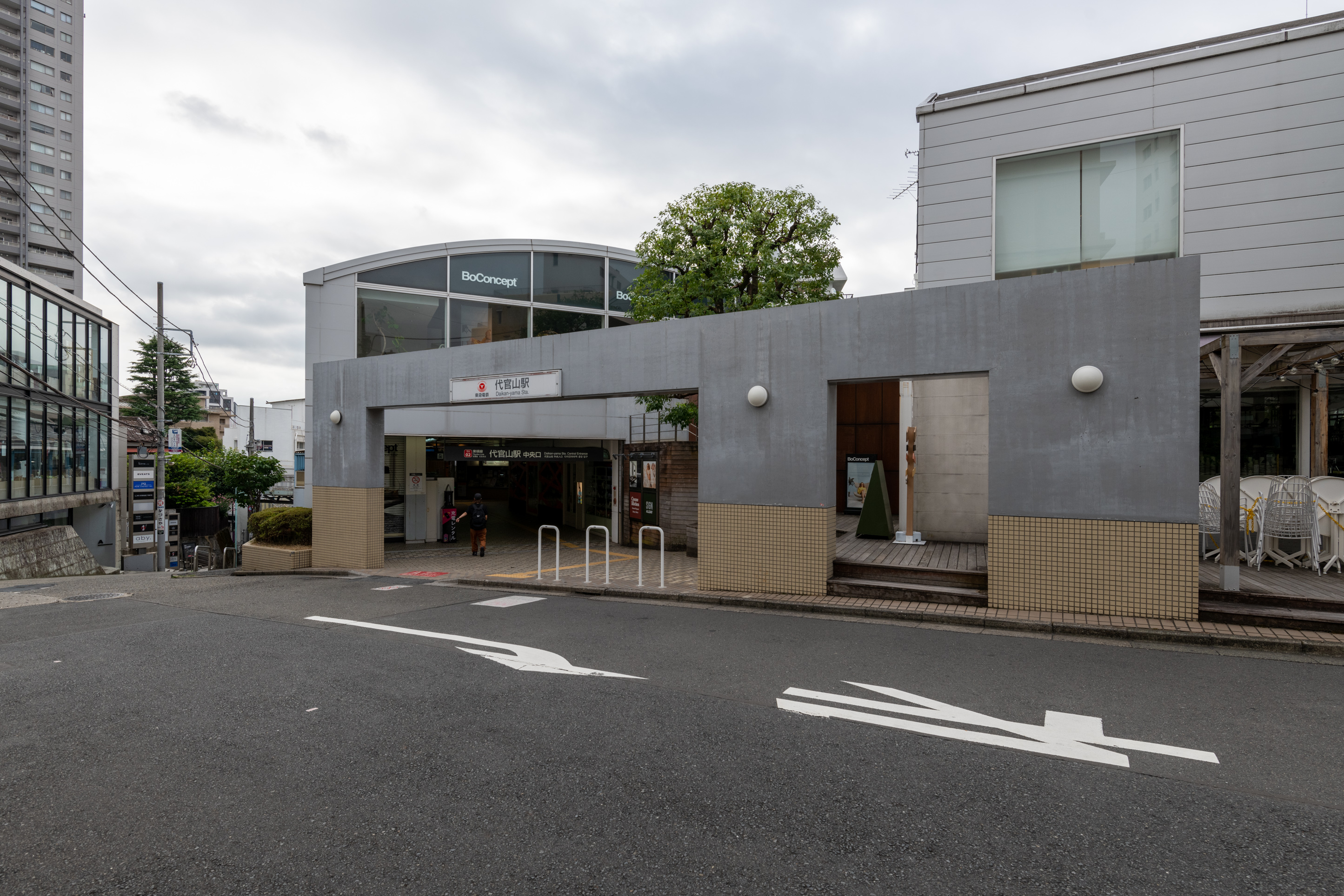
다이칸야마역의 입구

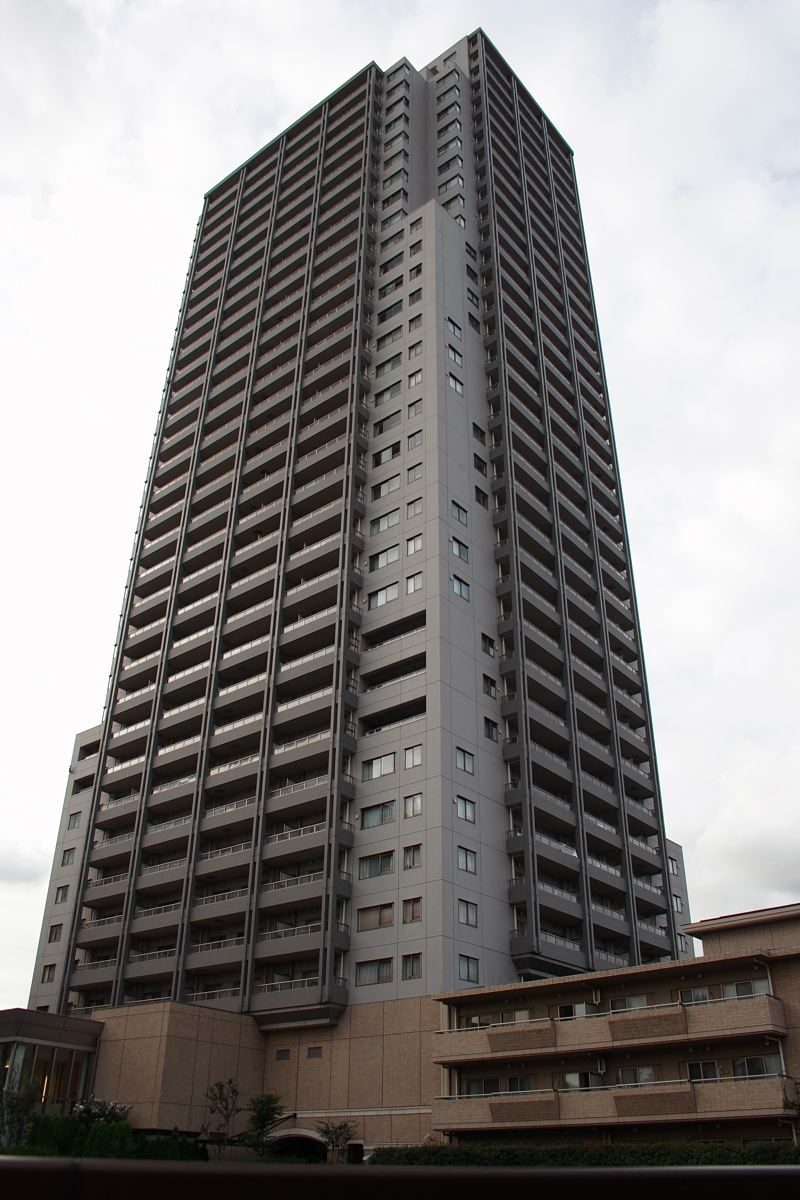
다이칸야마 타워

다이칸야마(代官山)는 일본 도쿄도 시부야구에 있는 곳이다.

## 지리
다이칸야마에는 호화 부티크와 상류층을 위한 빵과자 가게가 있다. 많은 면에서 아오야마, 오모테산도, 다이칸야마는 비슷하다. 도쿄의 중심부에 있고 작은 쇼핑 센터와 식당이 있으며 편안한 분위기이다.

## 무대
- 불량공주 모모코

## 역
- 다이칸야마역